# Prague Lions
I Prague Lions sono una squadra di football americano di Praga, nella Repubblica Ceca; fondati nel 1991, hanno vinto 5 titoli nazionali. Dal 2023 partecipano al campionato europeo della ELF.

## Dettaglio stagioni

### Tackle

#### Tornei nazionali

##### Campionato

###### =ČLAF A/Divize I/ČLAF=
| Stagione | regular season | regular season | regular season | regular season | regular season | regular season | playoff | playoff | playoff | playoff | playoff | playoff    | playoff               |
|          | Vin            | Par            | Per            | Tot            | PF             | PS             | Vin     | Per     | Tot     | PF      | PS      | risultato  | avversaria            |
| -------- | -------------- | -------------- | -------------- | -------------- | -------------- | -------------- | ------- | ------- | ------- | ------- | ------- | ---------- | --------------------- |
| 1994     | 3              | 0              | 3              | 6              | 106            | 134            | -       | -       | -       | -       | -       | -          | -                     |
| 1995     | -              | -              | -              | -              | -              | -              | 1       | 1       | 2       | 23      | 52      | Czech Bowl | Prague Panthers       |
| 1996     | 3              | 0              | 3              | 6              | 204            | 124            | 0       | 1       | 1       | 0       | 6       | Semifinale | Prague Panthers       |
| 1997     | 5              | 0              | 3              | 8              | 299            | 96             | 0       | 1       | 1       | 16      | 21      | Semifinale | Ostrava Steelers      |
| 1998     | 6              | 0              | 2              | 8              | 371            | 81             | 2       | 0       | 2       | 59      | 22      | Campioni   | Prague Panthers       |
| 1999     | 8              | 0              | 2              | 10             | 473            | 83             | 1       | 1       | 2       | 23      | 44      | Czech Bowl | Prague Panthers       |
| 2000     | 4              | 0              | 2              | 6              | 110            | 59             | 1       | 1       | 2       | 41      | 15      | Czech Bowl | Prague Panthers       |
| 2001     | 1              | 0              | 3              | 4              | 50             | 101            | 0       | 1       | 1       | 29      | 39      | Semifinale | Brno Alligators       |
| 2002     | 8              | 0              | 2              | 10             | 275            | 76             | 0       | 1       | 1       | 20      | 30      | Semifinale | Prague Panthers       |
| 2003     | 7              | 0              | 0              | 7              | 228            | 39             | 1       | 1       | 2       | 43      | 23      | Czech Bowl | Prague Panthers       |
| 2004     | 8              | 0              | 0              | 8              | 435            | 22             | 2       | 0       | 2       | 63      | 3       | Campioni   | Prague Panthers       |
| 2005     | 8              | 0              | 0              | 8              | 305            | 35             | 2       | 0       | 2       | 71      | 16      | Campioni   | Prague Panthers       |
| 2006     | 8              | 0              | 0              | 8              | 248            | 54             | 2       | 0       | 2       | 115     | 21      | Campioni   | Bratislava Monarchs   |
| 2007     | 6              | 0              | 2              | 8              | 235            | 89             | 1       | 1       | 2       | 53      | 28      | Czech Bowl | Prague Panthers       |
| 2008     | 4              | 0              | 2              | 6              | 140            | 68             | 1       | 1       | 2       | 64      | 32      | Czech Bowl | Prague Panthers       |
| 2009     | 6              | 0              | 1              | 7              | 227            | 65             | 1       | 1       | 2       | 38      | 24      | Czech Bowl | Prague Panthers       |
| 2010     | 0              | 0              | 6              | 6              | 37             | 234            | -       | -       | -       | -       | -       | -          | -                     |
| 2011     | 0              | 0              | 7              | 7              | 36             | 209            | -       | -       | -       | -       | -       | -          | -                     |
| 2012     | 6              | 0              | 0              | 6              | 223            | 49             | 1       | 1       | 2       | 40      | 55      | Semifinale | Prague Black Hawks    |
| 2013     | 5              | 0              | 0              | 5              | 184            | 56             | 1       | 1       | 2       | 37      | 62      | Czech Bowl | Prague Black Panthers |
| 2013     | 1              | 0              | 1              | 2              | 43             | 38             | -       | -       | -       | -       | -       | -          | -                     |
| 2014     | 4              | 0              | 4              | 8              | 165            | 199            | 0       | 1       | 1       | 21      | 49      | Semifinale | Příbram Bobcats       |
| 2015     | 4              | 0              | 4              | 8              | 187            | 144            | 0       | 1       | 1       | 21      | 49      | Semifinale | Příbram Bobcats       |
| 2016     | 10             | 0              | 0              | 10             | 344            | 142            | 0       | 1       | 1       | 9       | 10      | Czech Bowl | Prague Black Panthers |
| 2017     | 5              | 0              | 5              | 10             | 244            | 169            | 0       | 1       | 1       | 19      | 27      | Semifinale | Ostrava Steelers      |
| 2018     | 7              | 0              | 3              | 10             | 323            | 178            | 0       | 1       | 1       | 24      | 31      | Semifinale | Ostrava Steelers      |
| 2019     | 9              | 0              | 1              | 10             | 421            | 198            | 2       | 0       | 2       | 71      | 43      | Campioni   | Ostrava Steelers      |
| 2021     | 5              | 0              | 1              | 6              | 225            | 84             | 0       | 1       | 1       | 0       | 23      | Czech Bowl | Vysočina Gladiators   |
| Totale   | 141            | 0              | 57             | 198            | 6138           | 2846           | 20      | 19      | 39      | 943     | 763     |            |                       |

Fonti: Enciclopedia del Football - A cura di Roberto Mezzetti

###### =Juniorský pohár/ČJLAF=
| Stagione | regular season | regular season | regular season | regular season | regular season | regular season | playoff | playoff | playoff | playoff | playoff | playoff     | playoff               |
|          | Vin            | Par            | Per            | Tot            | PF             | PS             | Vin     | Per     | Tot     | PF      | PS      | risultato   | avversaria            |
| -------- | -------------- | -------------- | -------------- | -------------- | -------------- | -------------- | ------- | ------- | ------- | ------- | ------- | ----------- | --------------------- |
| 2002     | 4              | 0              | 0              | 4              | 106            | 28             | -       | -       | -       | -       | -       | Campioni    | -                     |
| 2003     | 4              | 0              | 0              | 4              | 144            | 14             | 2       | 0       | 2       | 140     | 6       | Campioni    | Bratislava Monarchs   |
| 2004     | 5              | 0              | 1              | 6              | 200            | 56             | -       | -       | -       | -       | -       | Campioni    | -                     |
| 2005     | 3              | 0              | 1              | 4              | 91             | 21             | 1       | 1       | 2       | 36      | 25      | Terzo Posto | Brno Alligators       |
| 2006     | 3              | 0              | 1              | 4              | 110            | 105            | 1       | 1       | 2       | 48      | 42      | Junior Bowl | Prague Panthers       |
| 2007     | 4              | 0              | 1              | 5              | 136            | 18             | 2       | 0       | 2       | 21      | 14      | Campioni    | Bratislava Monarchs   |
| 2008     | 4              | 0              | 1              | 5              | 143            | 60             | 1       | 1       | 2       | 56      | 46      | Junior Bowl | Havířov Devils        |
| 2009     | 3              | 0              | 1              | 4              | 96             | 34             | 2       | 0       | 2       | 59      | 35      | Campioni    | Prague Panthers       |
| 2010     | 5              | 0              | 1              | 6              | 175            | 30             | 1       | 0       | 1       | 34      | 23      | Campioni    | Prague Panthers       |
| 2011     | 6              | 0              | 0              | 6              | 176            | 22             | 0       | 1       | 1       | 20      | 45      | Junior Bowl | Prague Panthers       |
| 2012     | 6              | 0              | 0              | 6              | 213            | 31             | -       | -       | -       | -       | -       | Campioni    | -                     |
| 2014     | 2              | 0              | 2              | 4              | 104            | 96             | -       | -       | -       | -       | -       | -           | -                     |
| 2015     | 1              | 0              | 3              | 4              | 76             | 105            | 2       | 0       | 2       | 38      | 22      | Campioni    | Pardubice Stallions   |
| 2016     | 3              | 0              | 3              | 6              | 140            | 94             | -       | -       | -       | -       | -       | -           | -                     |
| 2017     | 3              | 0              | 1              | 4              | 110            | 26             | 1       | 0       | 1       | 12      | 4       | Campioni    | Prague Black Panthers |
| 2018     | 4              | 0              | 1              | 5              | 210            | 193            | 0       | 1       | 1       | 0       | 51      | Semifinale  | Prague Black Panthers |
| Totale   | 60             | 0              | 18             | 78             | 2230           | 933            | 13      | 5       | 18      | 464     | 313     |             |                       |

Fonti: Enciclopedia del Football - A cura di Roberto Mezzetti

###### =Dorostenecká liga=
| Stagione | regular season | regular season | regular season | regular season | regular season | regular season | playoff | playoff | playoff | playoff | playoff | playoff   | playoff         |
|          | Vin            | Par            | Per            | Tot            | PF             | PS             | Vin     | Per     | Tot     | PF      | PS      | risultato | avversaria      |
| -------- | -------------- | -------------- | -------------- | -------------- | -------------- | -------------- | ------- | ------- | ------- | ------- | ------- | --------- | --------------- |
| 2016     | 6              | 0              | 0              | 6              | 139            | 33             | 2       | 0       | 2       | 67      | 6       | Campioni  | Pilsen Patriots |
| 2017     | 2              | 1              | 3              | 6              | 146            | 134            | -       | -       | -       | -       | -       | -         | -               |
| 2018     | 1              | 0              | 3              | 4              | 101            | 162            | -       | -       | -       | -       | -       | -         | -               |
| Totale   | 9              | 1              | 6              | 16             | 386            | 329            | 2       | 0       | 2       | 67      | 6       |           |                 |

Fonti: Enciclopedia del Football - A cura di Roberto Mezzetti

#### Tornei internazionali

##### IFAF Europe Champions League
| Stagione | regular season | regular season | regular season | regular season | regular season | regular season | playoff | playoff | playoff | playoff | playoff | playoff   | playoff    |
|          | Vin            | Par            | Per            | Tot            | PF             | PS             | Vin     | Per     | Tot     | PF      | PS      | risultato | avversaria |
| -------- | -------------- | -------------- | -------------- | -------------- | -------------- | -------------- | ------- | ------- | ------- | ------- | ------- | --------- | ---------- |
| 2016     | 0              | 0              | 2              | 2              | 14             | 68             | -       | -       | -       | -       | -       | -         | -          |
| Totale   | 0              | 0              | 2              | 2              | 14             | 68             | -       | -       | -       | -       | -       |           |            |

Fonti: Enciclopedia del Football - A cura di Roberto Mezzetti

### Flag

#### Campionato

##### Giovanili

###### Flagová liga U19
| Stagione | regular season | regular season | regular season | regular season | regular season | regular season | playoff | playoff | playoff | playoff | playoff | playoff   | playoff    |
|          | Vin            | Par            | Per            | Tot            | PF             | PS             | Vin     | Per     | Tot     | PF      | PS      | risultato | avversaria |
| -------- | -------------- | -------------- | -------------- | -------------- | -------------- | -------------- | ------- | ------- | ------- | ------- | ------- | --------- | ---------- |
| 2017     | 6              | 0              | 6              | 12             | 339            | 340            | -       | -       | -       | -       | -       | -         | -          |
| 2018     | 11             | 0              | 4              | 15             | 444            | 315            | -       | -       | -       | -       | -       | -         | -          |
| Totale   | 17             | 0              | 10             | 27             | 783            | 655            | -       | -       | -       | -       | -       |           |            |

Fonti: Enciclopedia del Football - A cura di Roberto Mezzetti

###### Flagové mistrovství U15/Flagová liga U15
| Stagione | regular season | regular season | regular season | regular season | regular season | regular season | playoff | playoff | playoff | playoff | playoff | playoff      | playoff               |
|          | Vin            | Par            | Per            | Tot            | PF             | PS             | Vin     | Per     | Tot     | PF      | PS      | risultato    | avversaria            |
| -------- | -------------- | -------------- | -------------- | -------------- | -------------- | -------------- | ------- | ------- | ------- | ------- | ------- | ------------ | --------------------- |
| 2014     | 12             | 1              | 5              | 18             | 435            | 292            | -       | -       | -       | -       | -       | Campioni     | -                     |
| 2016     | 27             | 1              | 2              | 30             | 982            | 283            | 1       | 1       | 2       | 41      | 39      | Terzo posto  | Karlovy Vary Warriors |
| 2017     | 20             | 0              | 2              | 22             | 716            | 258            | 1       | 1       | 2       | 85      | 98      | Finale       | Příbram Bobcats       |
| 2018     | 21             | 1              | 11             | 33             | 949            | 789            | 0       | 2       | 2       | 13      | 49      | Quarto posto | Prague Black Panthers |
| Totale   | 80             | 3              | 20             | 103            | 3082           | 1622           | 2       | 4       | 6       | 139     | 186     |              |                       |

Fonti: Enciclopedia del Football - A cura di Roberto Mezzetti

### Riepilogo fasi finali disputate
| Anno              | Luogo          | Evento   | Fase del torneo | Incontro                             | Risultato |
| 4 luglio 2015     | Příbram        | ČLAF - I | Semifinale      | Příbram Bobcats - Prague Lions       | 49 - 21   |
| 23 luglio 2016    | Žižkov         | ČLAF     | Czech Bowl      | Prague Lions - Prague Black Panthers | 9 - 10    |
| 8 luglio 2017     | Ostrava        | ČLAF     | Semifinale      | Ostrava Steelers - Prague Lions      | 27 - 19   |
| 7 luglio 2018     | Mariánské Hory | ČLAF     | Semifinale      | Ostrava Steelers - Prague Lions      | 31 - 24   |
| 20 luglio 2019    | Vítkovice      | ČLAF     | Czech Bowl      | Prague Lions - Ostrava Steelers      | 29 - 23   |
| 11 settembre 2021 | Jihlava        | ČLAF     | Czech Bowl      | Vysočina Gladiators - Prague Lions   | 23 - 0    |

## Palmarès
- 5 Czech Bowl (1998, 2004-2006, 2019)
- 9 Junior Bowl (2002-2004, 2007, 2009, 2010, 2012, 2015, 2017)
- 1 Dorostenecká liga (2016)
- 1 Campionato ceco di flag football Under-15 (2014)